# Mélytengeri pokol
A Mélytengeri pokol (eredeti címén: Deepwater Horizon) 2016-ban bemutatott amerikai akció-katasztrófafilm, melyet Peter Berg rendezett. A főszerepeket Mark Wahlberg, Kurt Russell, John Malkovich, Gina Rodriguez, Dylan O’Brien és Kate Hudson alakítja. 
Az Amerikai Egyesült Államokban 2016. szeptember 30-án mutatták be, Magyarországon egy nappal hamarabb szinkronizálva, szeptember 29-én a Freeman Film forgalmazásában, a világpremierje a 2016-os Torontói Nemzetközi Filmfesztiválon volt.
A projekt forgatása 2015. április 27-én kezdődött New Orleansban (Louisiana). 
A film a Macondo olajkúton történt kitörés (2010, Mexikói-öböl) eseményeit meséli el. A kút fúrását a Deepwater Horizon nevű fúróberendezés végezte. Az incidens a kút az ideiglenes felhagyása közben történt.

## Cselekmény
2010. április 20-án, a Mexikói-öbölben felrobban a Deepwater Horizon olajfúrótorony, ami az amerikai történelem legsúlyosabb olajszivárgását eredményezi. Ez a film a bátorság és a túlélés szélsőséges pillanatait idézi fel azzal szemben, ami a világtörténelem egyik legnagyobb, ember okozta katasztrófájává vált.
Egy hétköznapinak tűnő napon, Mike Williams (Mark Wahlberg) mérnök elbúcsúzik feleségétől (Kate Hudson) és lányától, mielőtt elindulna a tengerre. De miután az olajfúró torony fedélzetén van, megtudja, hogy idősebb Jimmy Harrell (Kurt Russell) konfliktusba keveredik a BP vezetőivel, akik ragaszkodnak ahhoz, hogy a biztonsági aggályok ellenére mindenképp folytassanak fúrási műveletet.
Amikor a Louisiana-i BP menedzsere, Donald Vidrine (John Malkovich) arra kényszeríti a munkásokat, hogy nyomástesztek sorozatát végezzenek a fúrótoronyban, ami miatt a csövek  szivárogni kezdenek, és a férfiak hamarosan az életükért küzdenek a tenger közepén égő olajfúró-toronyban.

## Szereplők
| Szerep           | Színész        | Magyar hang    |
| ---------------- | -------------- | -------------- |
| Mike Williams    | Mark Wahlberg  | Miller Zoltán  |
| Jimmy Harrell    | Kurt Russell   | Sörös Sándor   |
| Caleb Holloway   | Dylan O’Brien  | Takátsy Péter  |
| Donald Vidrine   | John Malkovich | Reviczky Gábor |
| Felicia Williams | Kate Hudson    | Bertalan Ágnes |
| Andrea Fleytas   | Gina Rodriguez | Pálmai Anna    |
| Jason Anderson   | Ethan Suplee   | Koncz István   |

## Díjak és jelölések
| Díj                | Kategória                        | Jelölt        | Eredmény |
| ------------------ | -------------------------------- | ------------- | -------- |
| Teen Choice Awards | Choice AnTEENcipated Movie Actor | Dylan O’Brien | Elnyerte |